# إميل جاي والتر
إميل جاي والتر هو عالم اجتماع وأستاذ جامعي سويسري، ولد في 13 ديسمبر 1897 في فينترتور في سويسرا، وتوفي في 10 مارس 1984 في زيورخ في سويسرا.